# Scleria vogelii
Scleria vogelii är en halvgräsart som beskrevs av Charles Baron Clarke. Scleria vogelii ingår i släktet Scleria och familjen halvgräs. IUCN kategoriserar arten globalt som livskraftig. Inga underarter finns listade i Catalogue of Life.